# Geneviève Jacques
Pour les articles homonymes, voir Jacques.
Geneviève Jacques, née Camus en 1944, est une militante française en faveur des droits des femmes et des réfugiés, engagée dans des structures proches des Églises. Elle est présidente de La Cimade de 2013 à 2018.

## Biographie
Geneviève Jacques est née en 1944 dans une famille catholique. Au cours de ses études supérieures de mathématiques, elle découvre la Cimade à Marseille à l'occasion de cours d'alphabétisation donnés pour le compte d'une autre association d'aide aux migrants,,. Elle commence à travailler pour l'association en 1966, dans le camp de Sainte-Livrade-sur-Lot. 
En 1969, elle rencontre André Jacques, qu'elle épousera. Dans les années 1970, il devient responsable du secteur réfugiés de la Cimade et directeur du centre d'accueil de Massy où ils vivent.En 1980, ils s'installent en Suisse, à Genève, où Geneviève Jacques travaille pour l'Alliance mondiale des Unions chrétiennes féminines (World Young Women’s Christian Association). Elle s'implique dans des actions en faveur des femmes réfugiées.
Elle revient à la Cimade comme secrétaire générale de 1988 à 1996, puis retourne à Genève où elle travaille pour le Conseil œcuménique des Églises (COE), au secteur des relations internationales, poste sur lequel André Jacques l'avait précédé. Il est alors président du Service international pour les droits de l'homme. Elle dirige ensuite les programmes du COE.
À partir de 2006, elle effectue des missions pour la Fédération internationale des droits de l'homme en Haïti, en Libye, en Tunisie et en Égypte. Elle est décorée de la Légion d'honneur en 2008 au titre du Haut commissaire aux Solidarités actives contre la pauvreté.
Elle est élue présidente de la Cimade en juin 2013. Son successeur en 2018 est Christophe Deltombe.

## Publications
- avec André Jacques, Les déracinés. Réfugiés et migrants dans le monde, Paris, La Découverte, 1985, 245 p.
- Au delà de l'impunité, une perspective œcuménique sur les questions de vérité, de justice et de réconciliation, COE, 2001 (éditions en anglais et en espagnol)
- Les droits de l'homme et l'impunité des crimes économiques, Éditions du Cerf, 2009
- « La Cimade : 70 ans de solidarité active avec les « indésirables étrangers » », dans Dzovinar Kévonian, Geneviève Dreyfus-Armand, Marie-Claude Blanc-Chaléard et Marianne Amar (dir.), La Cimade et l’accueil des réfugiés, Presses universitaires de Paris Nanterre, 2013 (lire en ligne), p. 247-258 .